# Stegobium
A Stegobium a rovarok (Insecta) osztályának bogarak (Coleoptera) rendjébe, ezen belül az álszúfélék (Anobiidae) családjába tartozó nem.

## Rendszerezés
A nembe az alábbi 1 recens faj és 1 fosszilis faj tartozik:
- kenyérbogár (Stegobium paniceum) (Linnaeus, 1758)
- †Stegobium raritanensis Peris, Philips & Delclòs, 2014 - kréta; New Jersey, USA